# 딥워터 허라이즌 기름 유출 사고

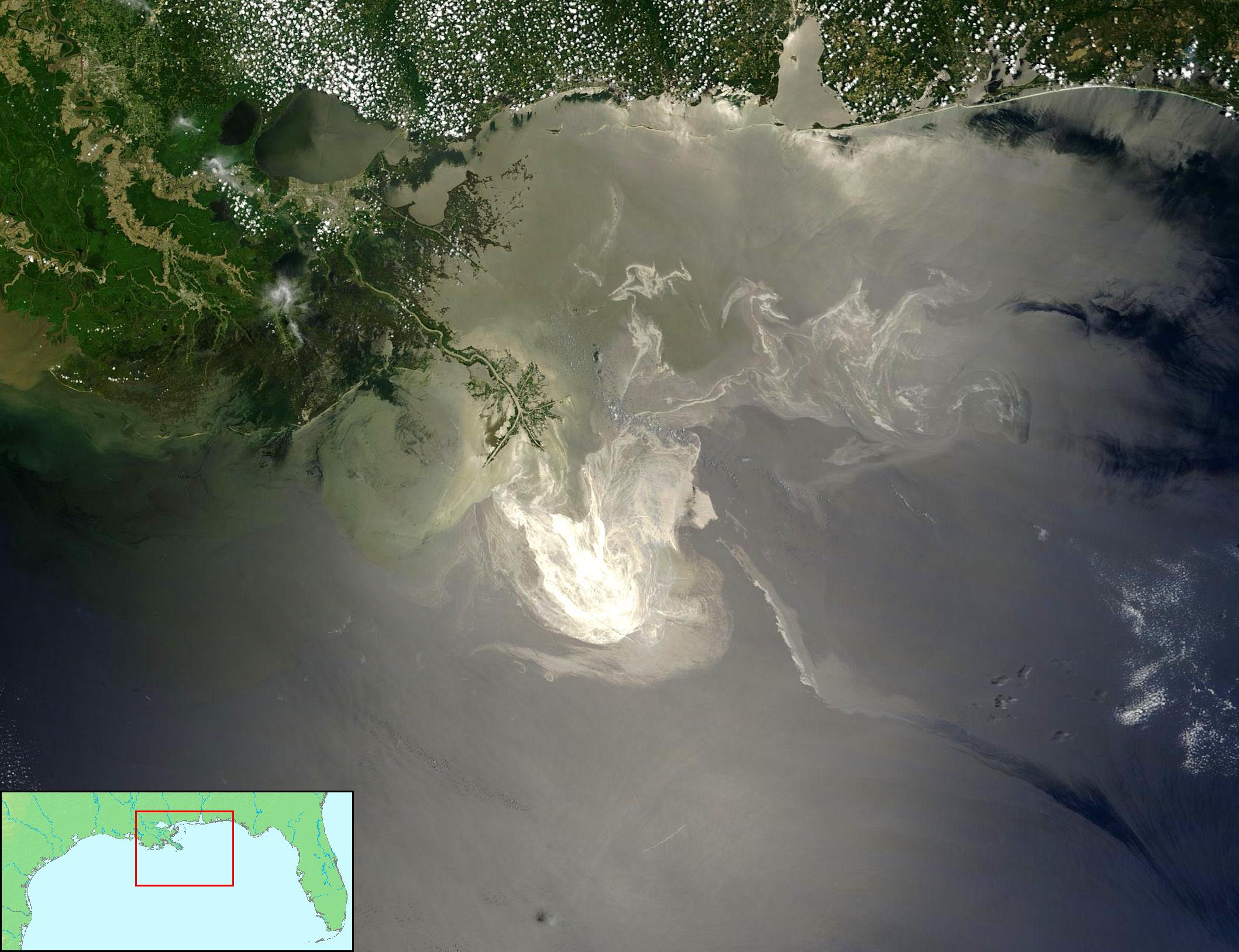
2010년 5월 24일 위성에서 본 멕시코 만

딥워터 허라이즌 기름 유출 사고는 2010년 4월 20일 미국 멕시코만에서 석유시추시설이 폭발하고, 이후 5개월 동안 대략 7억 7천만 리터의 원유가 유출된 사고이다. 언론에서는 주로 미국 멕시코만 원유 유출 사고라고 지칭하였다.

## 개요

화재를 진압중인 모습

2010년 4월 20일, 미국 루이지애나주 멕시코만에 있는 연 매출 246조원의 영국 최대 기업이자 세계 2위 석유회사인 BP의 현대중공업이 제조한 시추선인 딥워터 호라이즌 석유 시추 시설이 폭발했다. 거대한 시추선은 라이저라고 부르는 파이프로 해저에 연결되어 있었다. 0.5미터 폭에 1600미터 정도 되는 길이였다. 파이프는 유사시 유정을 차단하기 위해 고안된 원유분출 방지 장치 BOP(Blowout preventer)에 연결되어 있었다. 닻이 없는 시추선은 GPS를 이용해 해저로부터 1500미터 위에 있었다. 유정은 원유분출 방지 장치 4000미터 아래에 있었다. 가스가 유정에 새어들어가면서 폭발이 일어났고, 5500미터 떨어져 있는 해상 시추선에 불이 붙었다. 승무원은 BOP를 작동시키려 했지만 작동하지 않았다. 원유 시추가 진행 중이던 시추공에서 원유가 부근의 멕시코만으로 흘러 들어갔으며, 미국 역사상 최악의 해상 기름 유출 사고를 일으켰다. 2010년 6월 초 또는 5월 말에 나온 예상치에 따르면 수억 갤런의 원유가 바다로 흘러들어갔다고 한다. 시추 시설이 폭발하며 11명의 시추 노동자가 사망했고 18명이 부상당했다.
유출되고 있는 곳의 깊이가 너무 깊어 정확한 유출 속도를 잴 수 있는 장비를 설치하는 데 어려움을 겪었다. 원유 유출로 인한 기름띠는 적어도 6,500km2 넓이의 바다를 뒤덮었고, 5월 말 기준 한반도 면적을 넘어섰다. 이 넓이는 날씨에 따라 다르게 나타났고, 해수면에서 보이지 않는 다량의 기름 덩어리들이 수중에 있을 것으로 추정됐다.
비공식적인 예측에 따르면 해저 1,500m에 있는 심해 시추공에서 하루에 556만 리터 ~ 953만 리터의 속도로 원유가 유출됐다. 전문가들은 이 원유 유출로 인한 해양 재난을 걱정하고 있으며, 벌써 해양, 야생 동물 거주지에 가시적인 타격을 주고 있다. 원유 유출은 수산업과 관광업에도 막대한 피해를 끼치고 있다. 미국 정부는 BP가 이 해양 재난에 책임을 져야 한다고 주장했고, 다양한 정치인들과 고위 공무원들이 BP에게 처리 및 복구 비용의 책임을 지우기 위해 노력하고 있다.

## 딥워터 허라이즌호의 폭발

### 원유 유출

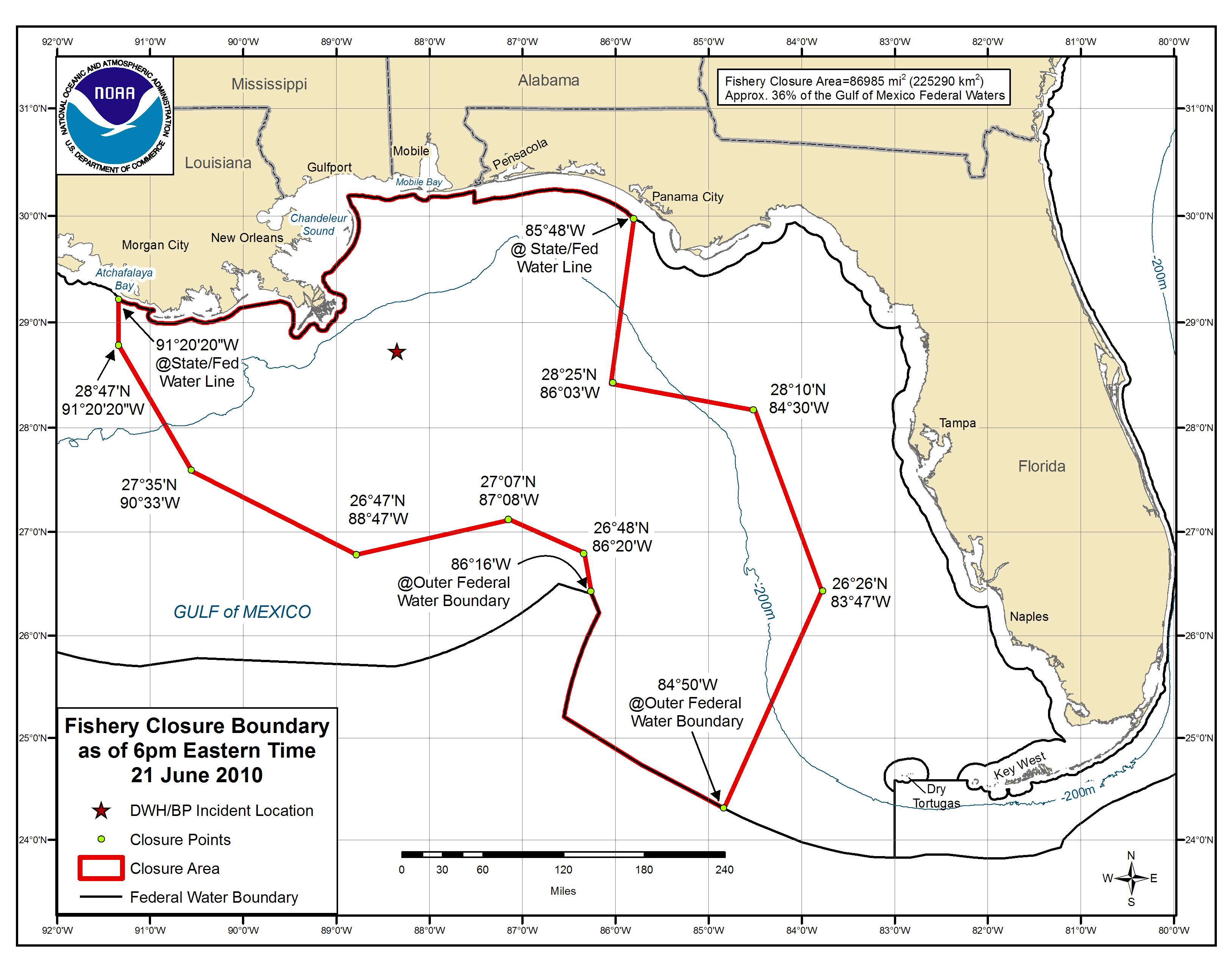

딥워터 허라이즌호 폭발 후 2010년 4월 22일 오후부터 대량의 원유 유출이 발생했다. BP는 무인 심해 잠수정을 보내서 잠그겠다고 공표하고 잠수정을 보냈으나, 23일 가라앉은 시추 시설에서 원유 유출이 되는 곳을 발견하지 못했다. 당시에는 폭발과 침몰 당시에 시추선에서 흘러나온 원유라고만 생각했다. 그리고 24일, 심해 시추공과 부러진 파이프에서 원유가 심각하게 유출되고 있음을 확인했다.
BP는 처음에는 하루 1,000 배럴 밖에 유출되지 않는다고 추정했다. 하지만 2010년 4월 28일 위성 사진을 판독한 결과 하루에 5,000 배럴은 나오는 것으로 추정되었다. 일부 전문가는 하루 20,000 배럴에서 25,000 배럴로 보는게 더 현실적이라는 의견을 제시했다. BP는 시추공에서 원유 뿐만 아니라 천연가스가 맹렬하게 뿜어져나오고 있어서 유출량을 추정할 수 없다고 말한다. 미 연방정부 기밀보고서에는 1일 최대 50,000배럴의 유출 가능성을 경고했다.
시추선 침몰 다음날 BP는 유정 조사를 위해 카메라를 장착한 무인 해저 탐색 잠수정을 내려보냈다. 6만 8천톤의 잠수정이 해저에 도착하자 바닥에 모래가 일어났고, 잠수정에 있는 수중음파탐지기를 이용해 해저를 관찰했다. 잠수정은 유정의 뚜껑 부분에서 임무를 시작했다. 하지만 원유가 분출되는 모습이 보이지 않았고 BP는 원유 분출이 멈췄다고 생각했다. BP는 '시추선이 침몰하면서 BOP에 불이 난 것'이라고 믿었다. 잠수정은 시추 파이프를 따라갔다. 해저에 다다르자 파이프는 해구를 형성하고 있었고 음파탐지기가 석유가 섞인 진흙이 나오는 파이프 끝쪽을 발견했다. 롤러코스터처럼 구부러진 시추 파이프는 물 속에서 457미터 위로 뻗었다가 다시 유정을 향해 있었다. 음파 탐지기는 파이프 왼쪽 구부러진 부분에서 석유가 나오는 것도 탐지했다. 유출 부분이 두 곳이었던 것이다. 휴스턴 재난센터에 있는 기술자들이 BOP를 조종하보려고 했으나 역시 아무런 작동도 하지 않았다. 결국 BOP 내부에서 폭발이 일어났다.
5월 12일, BP는 부러진 파이프에서 원유가 뿜어져나오는 30초 분량의 동영상을 공개했다. 그리고 이 영상을 본 일부 전문가들은 초기 예상에 비해 훨씬 빠르게 분출되고 있으며, 6월 15일에는 35,000에서 60,000 배럴 정도라고 추정했다. 이는 2007년 대한민국에서 일어난 태안 유조선 사고 당시 유출량이 12,547 kL라는 것과 1배럴이 158.9 L라는 것을 감안하면 매우 많은 유출량이다.
6월 18일, 해양학자 존 케슬러는 현재 유출중인 원유의 40퍼센트가 메탄 가스인데, 보통 시추공에서 5퍼센트 정도만 나오는 것에 비하면 굉장히 높은 천연가스 비율이며 메탄 가스가 해수에 녹아들어서 수중 산소 함유량을 극단적으로 낮추어 아무것도 생존할 수 없는 '죽은 바다'를 만들거라는 의견을 내놓았다. 6월 20일, 미 의회에서 BP 내부문건이 공개된 바에 의하면 "유정 뚜껑과 비상 밸브를 잘못 설계하여 벗겨진다면 일일 10만 배럴이 배출될 수 있다"는 계산을 했었다는 것이 밝혀졌다. 기름은 4월 25일 1,500 평방km를 덮었으며, 4월 30일에는 유출된 원유가 총 1만 평방km를 덮을 것이라는 예측이 나왔다. 6월 시점에서 6만 5000 평방km 정도가 뒤덮여있는데, 남한 면적(약 10만 평방km)의 절반을 가뿐히 넘긴 범위다. 1989년의 액손 발데즈 원유 유출량을 초과하여, 현재로서는 미 해역에서 벌어진 원유 유출 사고 중 최대 기록이 되었고 2010년 5월 중반의 유출 예측량을 비교해볼때 1979년 멕시코 익토기 유출 사고의 350만 배럴에 비견할만하다.
2010년 5월 15일, 남부 미시시피 대학의 연구자들은 멕시코만 조류의 하층조류에 커다란 기름띠가 섞여있음을 발견했다고 발표한다. 그들의 말에 따르면 아주 커다란 한 덩어리는 길이 16km, 폭 4.8km, 두께 91미터 크기나 된다고 한다. 작은 것은 길이가 700미터 정도이고, 깊이는 수심 1400미터까지 들어가있다고 한다. 조지아주 대학의 다른 연구자는 이런 기름띠가 여러 층을 이루고 있다는 발언을 했다. 5월 27일, 남플로리다 대학의 해양학자는 앨라배마 모바일 해안쪽으로 향하는 35km 길이의 또 다른 기름띠를 발견했다고 발표한다. 이런 기름덩어리의 샘플링을 채취해서 살펴본결과 BP 사태와 관련이 없는 것도 있으며, 다른 것들은 기름의 비율이 너무 적어 그 원천을 확신하기 어렵다고 한다. 발견했던 기름띠가 어느순간에 흩어져서 사라진 것도 있는 것으로 보아 유출지역 물속 깊숙히에 곧장 투입한 유화제에 의해 생겨난 것으로 보인다고도 한다. 수중 기름띠는 수면에서 보이지 않으며 기상위성으로도 식별할 수 없기 때문에 어쩌면 장기적인 정화 작업의 큰 장애물이 될 수도 있다. BP는 여러 과학자들의 의견에 반론을 제시하기 위해 기름띠의 샘플링을 했고, 이 수중 기름띠는 자사의 사태와 관련이 있음의 직접적인 증거가 없다는 입장이다.

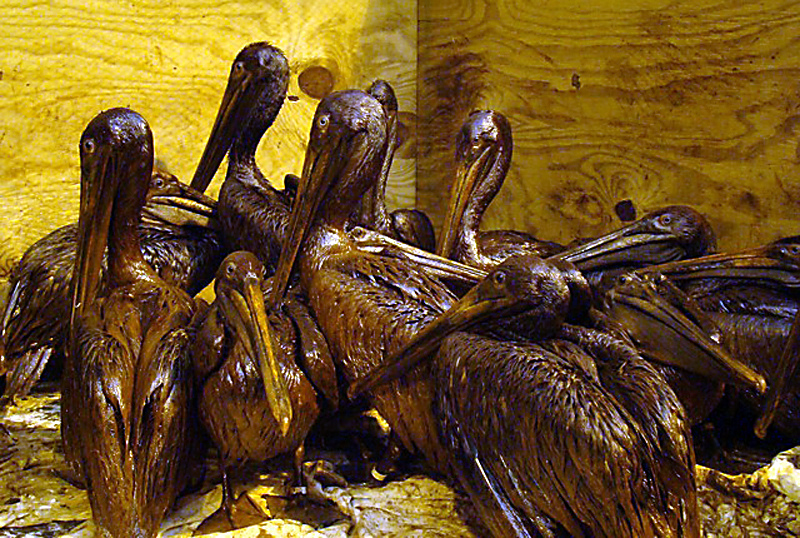

유출 원유의 직접적 제1차 피해지역들인 미국의 멕시코만 연안 5개 주 중 4개 미시시피주, 앨라배마주, 루이지애나주, 플로리다주등에 급속히 퍼져갔다. 특히 루이지애나로의 원유 상륙은 현지 시각 기준으로 5월 2일로 예측했으며 이를 시작으로 대규모 원유가 멕시코 만 전역을 강타할 것으로 보인다. 특히 멕시코 만류가 조류의 흐름이 거센 것으로 유명한 해류여서, 엄청난 속도의 오염 확산이 우려되고 있다. 여기에 대서양 전체로 급속히 퍼져나갈 거라는 전망이 있어 사태가 매우 심각하다. 멕시코만은 이 지역 최대 어장중 하나이다. 석유가 이곳에 생겨와 해안을 형성하면서 절망이 커져갔다. 사고를 수습하기 위해 미국 정부는 BP를 압박했고 BP는 많은 비판을 받았다.

### 사고 수습 작업
1979년 멕시코 정부 소유의 유정에서 발생한 익스톡 유출 사고는 역사상 최악의 사고로 기록되었다. 당시 유정 전문가 레드 아드레는 이 사건에 투입되었고 펫 켐벨도 함께 일했다. 이들은 반구를 만들어 유정에 씌우는 작업으로 사고를 수습했었다. 익스톡 유출은 바다 밑 48미터에 발생한 것이었다. 과연 1,500미터 아래에서도 이 반구가 효과적일지는 알 수 없었다. 펫 켐벨은 푸쉬옹 항구에서 반구를 만들었다. 가물막이 댐이다. 해저 손상된 유정에서 작업을 해야 하는 다이버들이 쉴 수 있는 용도로 만들어졌다. 높이 4.5미터에 폭은 3미터였다. 시추 파이프 끝부분에 가물막이를 덮을 계획이었다. 석유 대부분이 가물막이 안에 갇히게 되면 구멍에 깔때기를 꽂아 배위로 석유를 끌어 올리는 것이었다. 가물막이는 해저 바닥 환경에 적합하도록 사방 어느 곳이든 통로를 설치 할 수 있도록 수정했다. 이 가물막이는 유정에서 나오는 석유의 80%정도는 모을 수 있을거라는 기대감에 휩싸였다. 1,500미터 아래 섭씨 148도에 이르는 뜨거운 석유와, 메탄 가스를 뿜어내고 있었다. 엄청난 압력 속에 가스와 부딪히는 바닷물은 수화되어 얼음과 비슷한 물질이 되어 가물막이를 손상시킬 수 있었다. 이를 방지하기 위해 반구 안에 분사포트 설치를 계획했다. 윗부분에 녹색 파이프가 있는데 이 분사포트가 메탄올의 수화를 막는 역할을 하는 것이다. 이 작업까지 18일이 걸렸다. 87톤의 가물막이가 바닥까지 가라앉는데 6시간이 걸렸다. 바닥에 가라앉자 원유가 가물막이 바닥에서 뿜어져 나오는 것처럼 보였다. 탄화수소가 가물막이 윗부분으로 나오지 않는 것이었다. 아무도 예상하지 못한 것이었다. 가물막이가 하강하는 동안 가스 기둥을 이동시키고 있던 것이었다. 가물막이는 해수면 근처에서 탄화수소를 모았으나 1,500미터 아래로 내려가는동안 700미터 지점부터 얼음으로 가득 차게 된 것이었다. 구조물 내부에서 이루어진 수화작용은 가스가 빠져나갈 구멍을 막아버렸다. 결국 이 계획은 실패로 돌아갔다.
원유는 부러진 파이프를 포함해서 총 세곳에서 뿜어져나오는데, BP는 5월 5일 이중 가장 작은 유출구를 막는데 성공했다. 하지만 단지 작업자들을 남은 2곳으로 집중시킬수 있는 효과 뿐, 전체적인 원유 유출량을 줄이는 효과는 전혀 없었다. 원유가 유출되는 곳 위에 거대한 반구형 뚜껑처럼 생긴 시설을 덮어서 원유가 다른 곳으로 흐르지 않도록 조치하고, 그 뚜껑 안에 고인 원유를 재빠르게 뽑아올려 조치하는 시설도 시도되었다. 이는 5월 7-8일에 설치되었으나, 파이프에서 뿜어나오는 가스가 차가운 물과 만나면서 메탄 하이드레이트 결정체로 굳어서 뚜껑 상단에 엉겨붙어서 굳는 바람에 일차적으로 실패했다.
5월 11일에 좀 더 작은 뚜껑을 심해로 내려보내는 시도가 이루어졌으나, 이 역시 효과를 보지 못했다. 5월 14일에 부러진 파이프에 작은 파이프를 꽂아서 유출되는 가스를 뽑아내기 시작한다. 유출량을 줄이기 위한 시도이며, 유출구멍을 완전히 덮어서 잠그는 시도를 할때까지 하루 1천~5천 배럴씩 빼냈었다. 5월 25일에 무거운 드릴링 진흙을 펌프로 유출구멍에 넣어 유출 압력을 줄이고, 시멘트로 발라서 최종적으로 구멍을 막아버리는 "탑 킬"이라고 알려진 방식을 시도한다. 일반 가정에서의 쓰레기를 이용하는 것이었다. 단단한 물질과 부드러운 물질의 결합이 구멍을 차단하는데 효과가 있을것으로 기대했다. 다음은 방대한 양의 진흙을 이용하는 것으로 일반적인 진흙이 아닌 시추한 진흙을 물과 미네랄, 중정석 등으로 혼합한 것으로 석유보다 강한 점성을 나타냈다. 충분한 진흙이 유정을 덮게 되면 영구적으로 분출을 멈추게 하는 것이었다. 바다 1,500미터 아래 BP는 거대한 고철 컨테이너를 갖다놓았다. 쓰레기들은 파이프를 따라 BOP를 거쳐 유정 아래로 내려가게 된다. 뒤이어 진흙이 바다위 배로부터 공급된다. 처음에는 작업이 잘 진행되는 것으로 보였다. 하지만 현실은 달랐다. 쓰레기에 가해지는 압력이 너무 강했던 것이다. 이틀동안 BP는 5번이나 쓰레기와 진흙을 내보냈다. 진흙을 내보낼때마다 원유와 함께 모든것이 다시 밀려올라왔다. 탑 킬이 실패라는 것이 증명될때까지 445만리터의 진흙이 투입됐다. 더 고압으로 탑 킬을 시도하면 원유가 해저로 흘러들어가면서 시추구 외의 구역에서 터질지도 몰라서 위험하다고 판단하여 더 이상 시도하지 않았다.
탑 해체라는 새로운 봉쇄기를 만들었다. 유정 내부에 압력을 가하지 않고 원유를 모으려고 했다. 우선 유정에 연결된 53센치미터의 관을 3.8센치미터 두께로 잘라내야 했다. BP는 거대한 전단기를 이용하기로 했다. 전단기는 보통 수심이 깊지 않은곳에서 폐 시추선을 철거하는데 사용된다. 하지만 1500미터 아래에서 작동할지 알 수 없었다. 휴스턴에서 BP 기술자들은 파이프를 잘라낼 계획을 세웠다. 일단 BOP에서 13미터 떨어진 곳에서 파이프를 잘라내고 BOP 바로 위쪽에 파이프를 톱으로 가볍게 잘라내는 것이었다. 시추 파이프에는 두 개의 작은 파이프들이 있었다. 전단기는 파이프 3개를 동시에 잘라낼 수 없었고 첫 번째 시도가 실패했다. 결국 다시 파이프 바깥 부분을 톱으로 잘라내기 시작했다. 파이프 사이로 기름이 흘러나왔고 파이프가 절단됐다.
다른 시추 시설 디스커버러 엔터프라이즈 호를 불러와서 부러진 시추구 위를 절단한 다음 거기에 폭이 좁은 새 파이프를 집어넣어서 유출 기름의 일부나마 빼내는 방식이 5월 29일부터 시도되었는데, BP는 석유를 끌어모을 선박을 확보하기 위해 노력했다. BP는 하루에 끌어올릴 수 있는 석유의 양을 387만 리터로 끌어올렸다. 하지만 이는 완전히 유출량을 다 잡아낼 정도는 아니다. 정부 측의 유출량 조사 팀의 한 멤버는 파이프를 잘라내자 이전 일일 유출량보다 더 많이 유출되기 시작했다고 언급했다. 구멍을 막은게 아니기 때문에 올라오는 만큼 즉시즉시 재빨리 처리해서 옮겨야 한다. 그래서 탱크선과 시추선을 추가로 급파하여 처리량을 늘리려 애쓰고 있다. 상당량의 가스와 기름을 불태워서 처리하고 있는데, 아무리 잘 태운다고 해도 그 타고남은 오염물질이 대기를 엄청나게 더럽힐 것이기 때문에 문제가 불거졌다.
사고가 발생하기도 했다. 6월 23일, 심해 로봇 한대가 시추구 뚜껑에 부딛히는 바람에 6월 4일부터 디스커버러 엔터프라이즈호와 연결되어서 유출을 줄여주던 연결뚜껑 하나가 벗겨져나가는 불상사가 일어났다. 다행히 23일 오후 6시 30분에 뚜껑을 재장착해서 문제를 해결. 정부는 2010년 6월 말 시점에서 여러 가지 노력으로 유출량의 절반 정도는 어떻게 줄였다고 평했다.
방제 작업은 크게 기름의 흐름을 가로막아서 해안과 같은 소중한 지역에 닿지 않도록 하는 것, 아직 해면에 있는 상황일 때 희석해서 옅게 만드는 것, 그리고 최종적으로 물에서 분리해내서 제거하는 세가지 방책이다. 지금 유출되고 있는 기름은 원유라서 상당히 끈적거리고 있기 때문에, 모래나 산호초에 들러붙으면 정제한 기름과는 달리 잘 증발하지 않는다. 그러므로 해안에 상륙하면 문제가 불거진다.
오일펜스는 수심 0.5m에서 1.2m 정도만 막을 수 있고 잔잔하고 흐름이 느린 경우에만 효과적이라서, 크게 효과가 없었다. 미시시피강 삼각주를 보호하기 위해 91km나 되는 오일펜스를 둘렀으나 바람과 파도가 거세지자 별 효과가 없어졌다고 한다. 6월 16일부터 모래 제방을 쌓아서 해안을 보호하는 작업이 시작되었다.
기름은 시간이 지나면서 폭풍이 불거나 조류에 섞이거나 해서 점차 희석되면서 자연스럽게 흩어진다. 충분히 희석된 기름은 자연스럽게 분해될 것을 기대할 수 있는데, 화학적 유화제를 넣어서 흩어주면 이 자연적 희석과정이 가속될 수 있다. 그래서 현재 Corexit라는 유화제를 어마어마하게 들이붓고 있다. 저 코렉시트는 날코라는 회사에서 만드는 것인데, 날코는 BP와 엑손의 관련업체이며, 제품 자체도 업체 홍보와는 달리 가장 덜 유해한 물건도 아니고 가장 효과적인 물건도 아니다. 영국에서는 코랙시트의 사용이 금지되어있을 정도다. BP는 단지 그들이 시추선 폭발한 그 주에 곧장 구할 수 있는게 그 제품 뿐이어서 사용했을 뿐이라고 변명하고 있으나, 환경보호청이 이걸 덜 유독한 것으로 바꾸라는 명령을 하자 BP는 후보 제품을 몇개 살핀 다음에 "유독성, 효과, 입수 가능한 생산성 면에서 대체할만한 제품이 전혀 없다"면서 배를 쨌다. 이래서야 BP 계열사의 제품이니까 쓴다는 비판을 피하기는 어려워보인다.
5월 24일 기준으로 이 사고에서 유출된 석유의 양이 70만 갤런을 넘겨서 세계 기록이 됐다. 수면에서만 뿌리는게 아니라 물속 깊숙히 있는 원유에다가 곧장 투입하고 있다. BP는 유출구멍 근처에 새로운 시추구를 뚫어서 그쪽에서 퍼내는 것으로 유출 압력을 낮추어 한결 압력이 낮아진 때에 유출 구멍을 틀어막아 최종적으로 유출을 막겠다는 "구원 시추(relief wells)" 장기 계획을 내놓아서 5월 2일부터 실시했다.
2010년 7월 3일, 타이완 기업 TMT 소속의 에이 웨일(A Whale, 고래 A) 호가 멕시코만 오염 지역에 투입되기로 했다. 에이 웨일 호는 원래 세계 최대급의 원유와 철광석 수송선(슈퍼탱커)으로 만들어진 것이지만, BP 원유 유출 재해 발생 후 TMT 사는 이 배를 세계 최초의 대규모 기름제거선(슈퍼스키머)으로 개조했다. 에이 웨일 호는 BP 사건이 첫 투입이며, 7월 1일부터 멕시코만 근교에 대기하면서 정부의 허락을 기다리면서 제거 테스트를 거쳤다. 뉴스에 따르면 에이 웨일 호는 8~10시간 작동으로 30만 배럴의 기름 섞인 물을 빨아들여서 기름을 제거하고 물만 내보낼수 있다고 한다. 이는 4월 20일부터 여태까지 BP 유출에 동원된 650여척의 소형 기름제거선들이 정화한 총량 595,000 배럴과 비교되는 양이다.
2010년 6월 28일, BP는 890,000 배럴의 기름섞인 해수를 정화했고 314,000 배럴의 기름을 태웠다고 발표했다. 2010년 7월 5일, BP는 하루 24980 배럴의 원유를 수거하고 57,100만 평방피트의 천연가스를 태우고 있다는 보도자료를 내보냈다. 이 시점에서 유출로부터 제거한 기름 총량은 657,300 배럴이라고 밝혔다.
7월 10일, 로봇이 기존의 느슨한 시추구 뚜껑 LMRP cap을 제거하고 좀 더 딱 맞는 뚜껑(일명 "Top Hat Number 10")을 끼우는 작업을 시작했다. 이 작업 과정에서 기존의 원유 직접수거를 할 수 없게 되어서 5백만 갤런의 원유가 누출된 것으로 예상됐다. 이 작업의 성공으로 12일부터 시추구에서 유출되는 모든 기름을 해상의 유조선으로 100% 퍼담을 수 있게 되었다. 단기적으로 볼때 유출이 중단된 셈이다. 다만 시추구 자체를 틀어막지는 못하므로, 해상이 거칠어져서 유조선마저도 대피해야 하는 상태에서라면 유출되는 것을 버려놓고 대피해야 하므로 유출을 완전히 막은 것은 아니었다.
마지막 작전으로 BP는 덮개 탑을 제작했다. 덮개 탑은 BOP 상부를 완전히 밀봉할 수 있는 것이었다. 안쪽에는 3개의 벨브가 있었다. 열려있는 동안 기름이 방출되고, 벨브가 잠기면 유정은 봉쇄된다. 이 작업에서 가장 위험한 점은 전체 시스템이 압력을 견디느냐 하는 것이었다. 탑킬 이후 이것이 유정을 차단할 수 있을지 염려가 있었다. 위기 발생 84일째. 덮개 탑은 해저 1,500미터로 보내졌고, 저녁 7시 덮개 탑은 BOP 위에 자리잡았다. 하루가 지나고 덮개탑의 벨브 3개가 차례로 닫혔다. 7월 15일 오후 2시 25분, 석유 유출이 모두 멎었다. 하지만 BP의 책임론은 여전히 대두됐다. BP는 덮개탑 작전을 지연시킨적이 있다는 의혹이 제기됐기 때문이다. 하지만 BP는 그렇지 않다고 주장한다. 유정을 포획하는 작업과, 덮는 작업 사이에 대한 균형 논란도 제기됐다. 더 빨리 사고를 수습할 수 있었다는 지적이 있는 것이다. 그동안 490만 배럴의 원유가 유출된것으로 추정된다.

## 일지
- 4월 20일: 딥 워터 허라이즌 폭발, 11명 사망
- 4월 22일: 딥 워터 허라이즌 침몰
- 5월 1일: 루이지애나주 등 4개주 비상사태 선포
- 5월 27일: 버락 오바마 대통령, 멕시코 만에서 향후 6개월간 시추 금지령 선포
- 6월 17일: 백악관, BP 200억 달러 피해 보상 기금 조성 합의
- 6월 23일: 미국 법원, 심해 석유시추 금지 해제
- 7월 15일: BP, 새로운 차단 캡 통해 원유 유출 차단 발표
- 7월 27일: BP, 토니 헤이워드 CEO 경질
- 9월 19일: 미국 해안경비대, 사고 유정 완전 밀봉 발표

## 같이 보기
- 딥워터 호라이즌 폭발사고
- 딥워터 호라이즌 (영화)
- 엑슨발데즈 원유 유출 사고 - 1989년 알래스카에서 발생. 세계 1위 석유업체 미국 엑손모빌의 유조선이 암초에 부딪혀 25만 배럴의 원유가 유출됐고, 손해배상으로 43억 달러(4조원)을 치렀다.
- 삼성1호-허베이 스피릿 호 원유 유출 사고 - 2007년, 태안군에서 발생. 원유 8만 배럴이 흘러나왔다.
- BP
- 포춘 글로벌 500 - 세계 주요국 최대기업 명단